# مقصدهای پروازی آدریا ایرویز
مقصدهای پروازی آدریا ایرویز به شرح زیر است: